# Annonciation (Lippi, New York)
Pour les articles homonymes, voir Annonciation et L'Annonciation dans les arts.
L'Annonciation est une œuvre composée de deux panneaux a tempera sur panneaux de bois (64 × 23 cm chacun) du peintre italien Fra Filippo Lippi, datable entre 1438 et 1439 et conservée depuis 1924 à la Frick Collection à New York.

## Description et style
Les deux panneaux sont rassemblés ensemble dans un encadrement architectural de colonnes dont une entre eux pour une continuité spatiale ; ils devaient auparavant constituer les compartiments latéraux d'une Annonciation d'encadrement figurant sur un autel portatif dont la partie centrale a été perdue. Le panneau de gauche montre l'archange annonçant, tandis que le panneau de droite montre la Vierge dite « annoncée » soit recevant la nouvelle.
La composition est construite avec une perspective centrale et les figures sont mises en valeur par un ombrage enveloppant qui ne surplombe pas les figures, au contraire il privilégie le dessin avec plus de douceur. Le décor est simple, en contraste avec les riches Annonciations du gothique tardif, comme les tableaux contemporains de Fra Angelico. La recherche des effets de lumière (perceptible dans l'étude des ombres projetées) est empruntée à la peinture flamande ; avec une accentuation des valeurs linéaires du dessin et du contour élégant, il date l'œuvre de la phase dans laquelle l'art de Lippi se détachait de l'influence de Masaccio, assimilant d'autres idées disponibles dans d'autres écoles picturales.

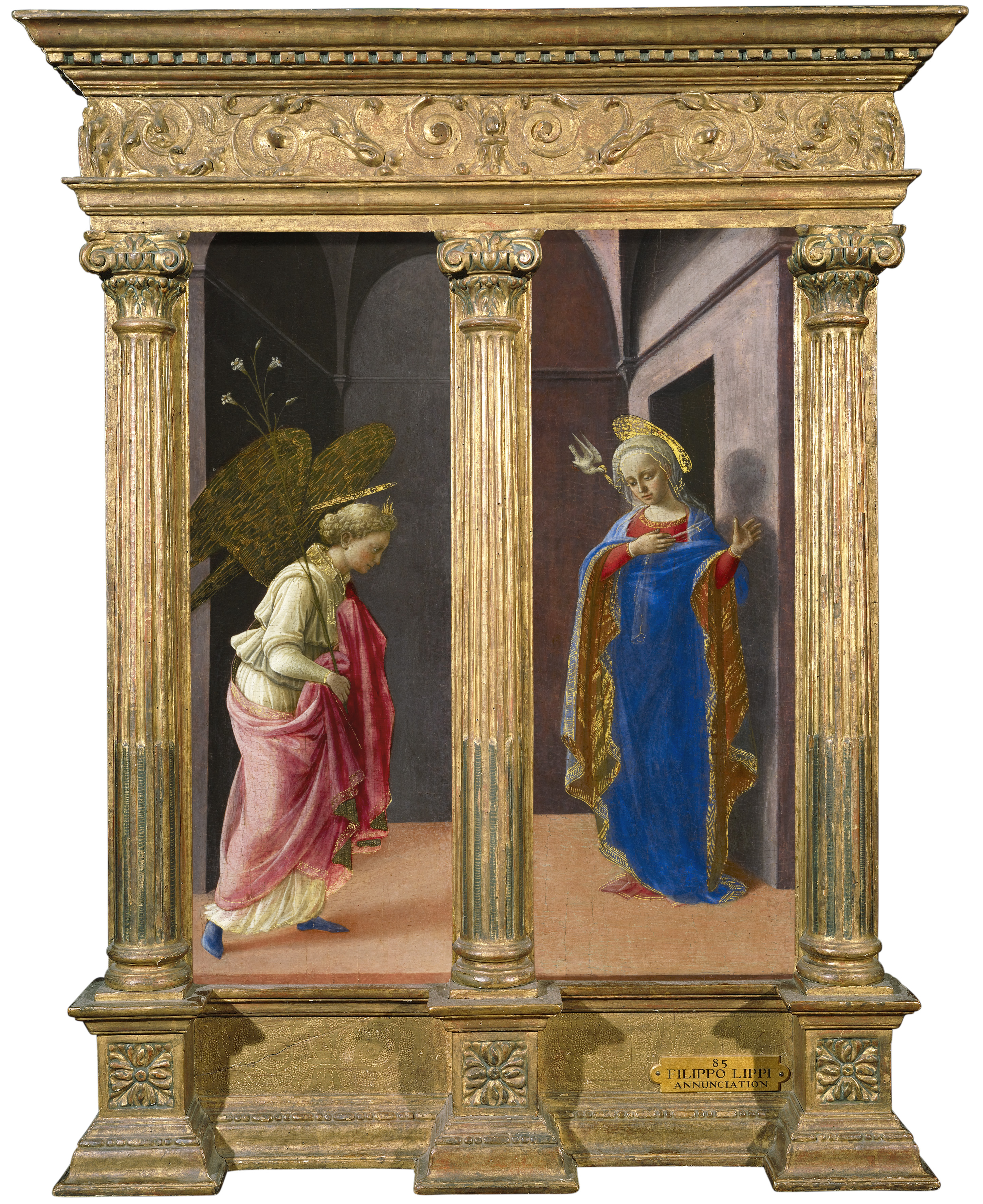
L'encadrement actuel.

Les panneaux seuls.
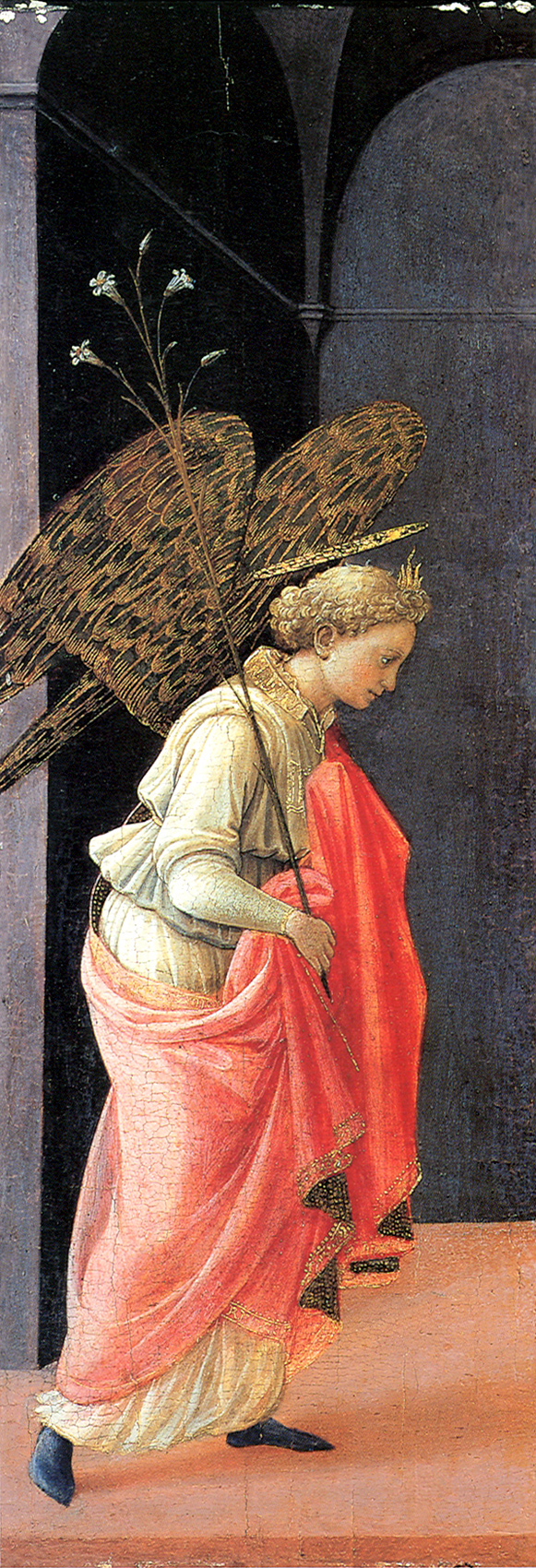
L'Annonciateur.
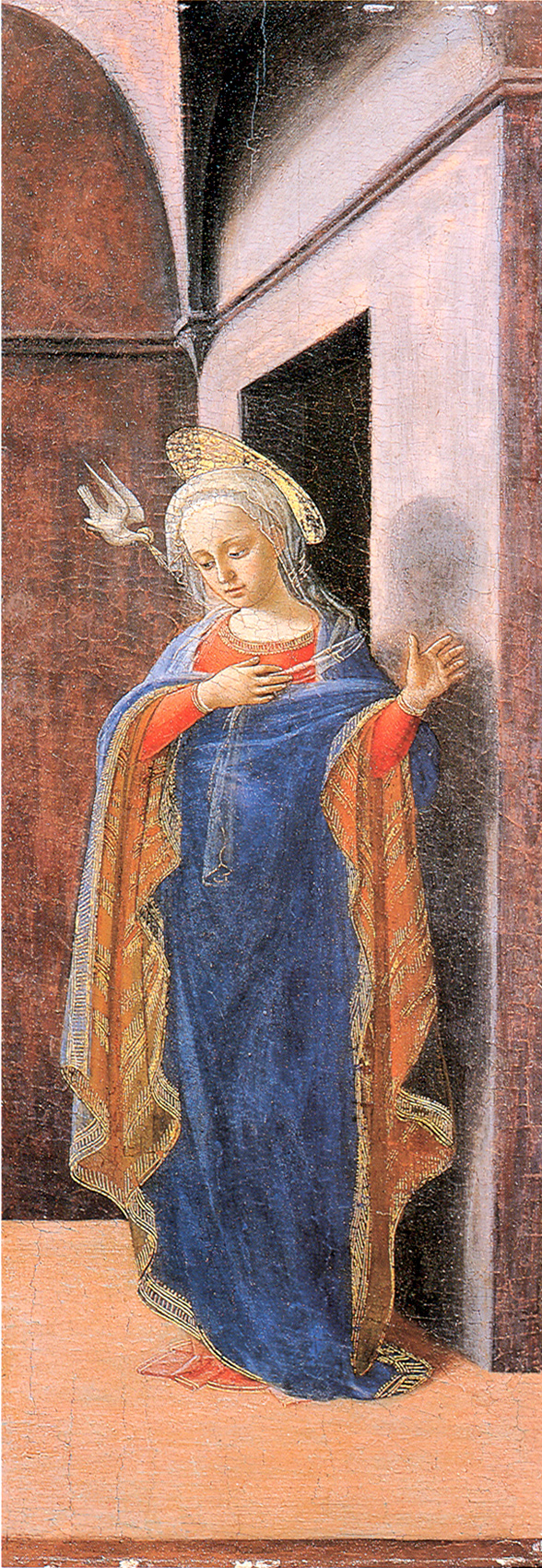
L'Annoncée.